# Greensboro Prowlers
Die Greensboro Prowlers waren ein Arena-Football-Team aus Greensboro (North Carolina), das in der af2 spielte. Ihre Heimspiele trugen die Prowlers im Greensboro Coliseum aus.

## Geschichte
Die Prowlers (deutsch: Herumtreiber) wurden 2000 gegründet und starteten im gleichen Jahr als eines der fünfzehn teilnehmenden Franchises an der neu gegründeten af2.
Das erste Spiel der Franchisegeschichte wurde am 7. April 2000 mit 7:18 bei den Alabama Steeldogs verloren. Nachdem ihr erstes Heimspiel gegen die Roanoke Steam noch 12.750 verfolgten, sank der Schnitt im Laufe der Saison auf 6.557 Zuschauer. In ihrer letzten Spielzeit 2003 konnten nur noch 2.692 Zuschauer pro Heimspiel vermeldet werden.
Das Franchise konnte in seiner Geschichte nicht ein einziges Mal in die Playoffs einziehen und beendeten auch nur eine Saison mit einem positiven Sieg-Niederlagen Verhältnis. Nach vier erfolglosen Jahren lösten sich die Prowlers 2003 auf.

## Saisonstatistiken
| Jahr | Team                | Liga | S | N  | Playoffs erreicht | Playoffrunde |
| ---- | ------------------- | ---- | - | -- | ----------------- | ------------ |
| 2000 | Greensboro Prowlers | af2  | 3 | 13 | nein              |              |
| 2001 | Greensboro Prowlers | af2  | 5 | 11 | nein              |              |
| 2002 | Greensboro Prowlers | af2  | 3 | 13 | nein              |              |
| 2003 | Greensboro Prowlers | af2  | 9 | 7  | nein              |              |

## Zuschauerentwicklung
| Jahr | Team                | Liga | Zuschauerdurchschnitt |
| ---- | ------------------- | ---- | --------------------- |
| 2000 | Greensboro Prowlers | af2  | 6.557                 |
| 2001 | Greensboro Prowlers | af2  | 3.446                 |
| 2002 | Greensboro Prowlers | af2  | 2.553                 |
| 2003 | Greensboro Prowlers | af2  | 2.692                 |